# Otto III. (HRR)

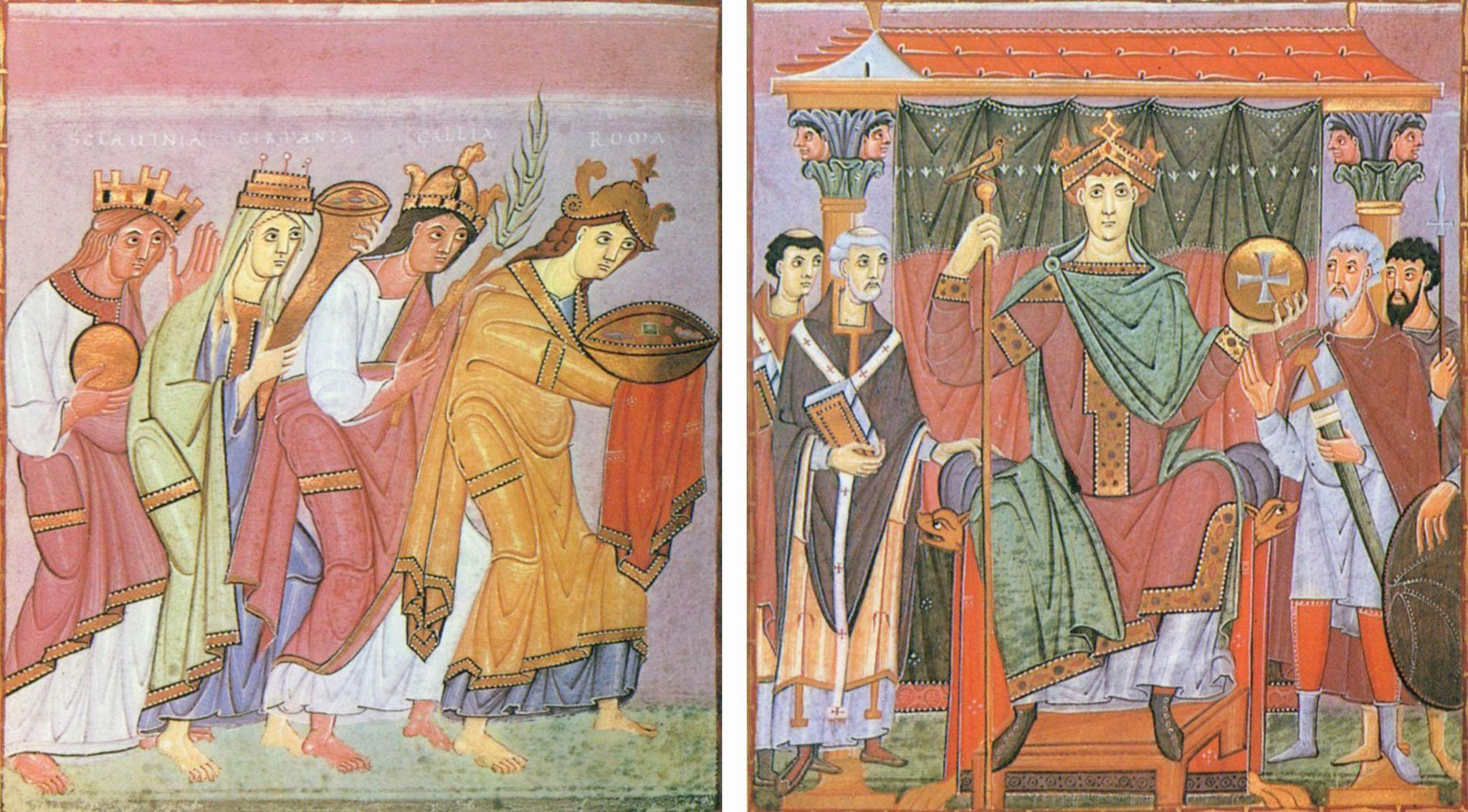
Der Kaiser thront, ausgestattet mit Krone, Adlerszepter des Augustus und der Sphaira mit dem Kreuz, zwischen zwei Säulen vor einer angedeuteten Palastarchitektur. Neben ihm stehen je zwei geistliche und weltliche Standesvertreter. Auf der linken Bildseite nähern sich dem Herrscher barfuß und in demütiger Haltung die vier Personifikationen des Reiches: Sclavinia, Germania, Gallia und Roma. Sie bringen reiche Gaben: eine mit Edelsteinen gefüllte Schale, einen Palmzweig, ein Füllhorn und einen goldenen Globus. Das Huldigungsbild zitiert die Darbringung des aurum coronarium, des Krongoldes, das die Großen eines Gebietes dem Imperator bei seiner Herrschaft als Anerkennung zu überbringen hatten. Das Kaiserbild aus dem Evangeliar Ottos III., (Buchmalerei der Reichenauer Schule, um 1000) (Bayerische Staatsbibliothek, Clm 4453, fol. 23v–24r).

Otto III. (* Juni oder Juli 980 im Reichswald nahe Kessel (Ketil) bei Kleve; † 23. oder 24. Januar 1002 in Castel Paterno bei Faleria, Italien) aus dem Haus der Ottonen war ab 983 römisch-deutscher König und von 996 bis zu seinem Tod Kaiser.
Bereits als Dreijähriger wurde er zum deutschen König gewählt. Während seiner Unmündigkeit wurde das Reich von den Kaiserinnen Theophanu und Adelheid von Burgund verwaltet. In seiner Regierungszeit verlagerte sich der Schwerpunkt der Herrschaft nach Italien. Seine Regentschaft ist von ganz individuellen Entscheidungen geprägt. So setzte Otto gegen den rebellischen römischen Stadtadel mit seinen Vertrauten Bruno von Kärnten als Papst Gregor V. und Gerbert von Aurillac als Papst Silvester II. eigene Kandidaten ein. In Polen wurde eine vom Reich unabhängige Kirchenorganisation eingerichtet. Im Jahre 1001 musste Otto nach einem Aufstand aus Rom fliehen. Den Versuch einer Rückeroberung machte Ottos früher Tod zunichte. Sein Leichnam wurde in der Aachener Marienkirche, dem heutigen Dom, beigesetzt.
Er galt lange Zeit als „undeutscher“ Kaiser. Ausgehend von den Forschungen Percy Ernst Schramms, der vor allem die Italienpolitik Ottos III. in das langfristige Konzept der Renovatio imperii Romanorum (Erneuerung des römischen Reiches) einordnete, diskutiert die neuere Forschung, ob seiner Herrschaft weitreichende politische Konzeptionen zugeschrieben werden können.

## Leben bis zum Herrschaftsantritt

### Unsichere Anfänge

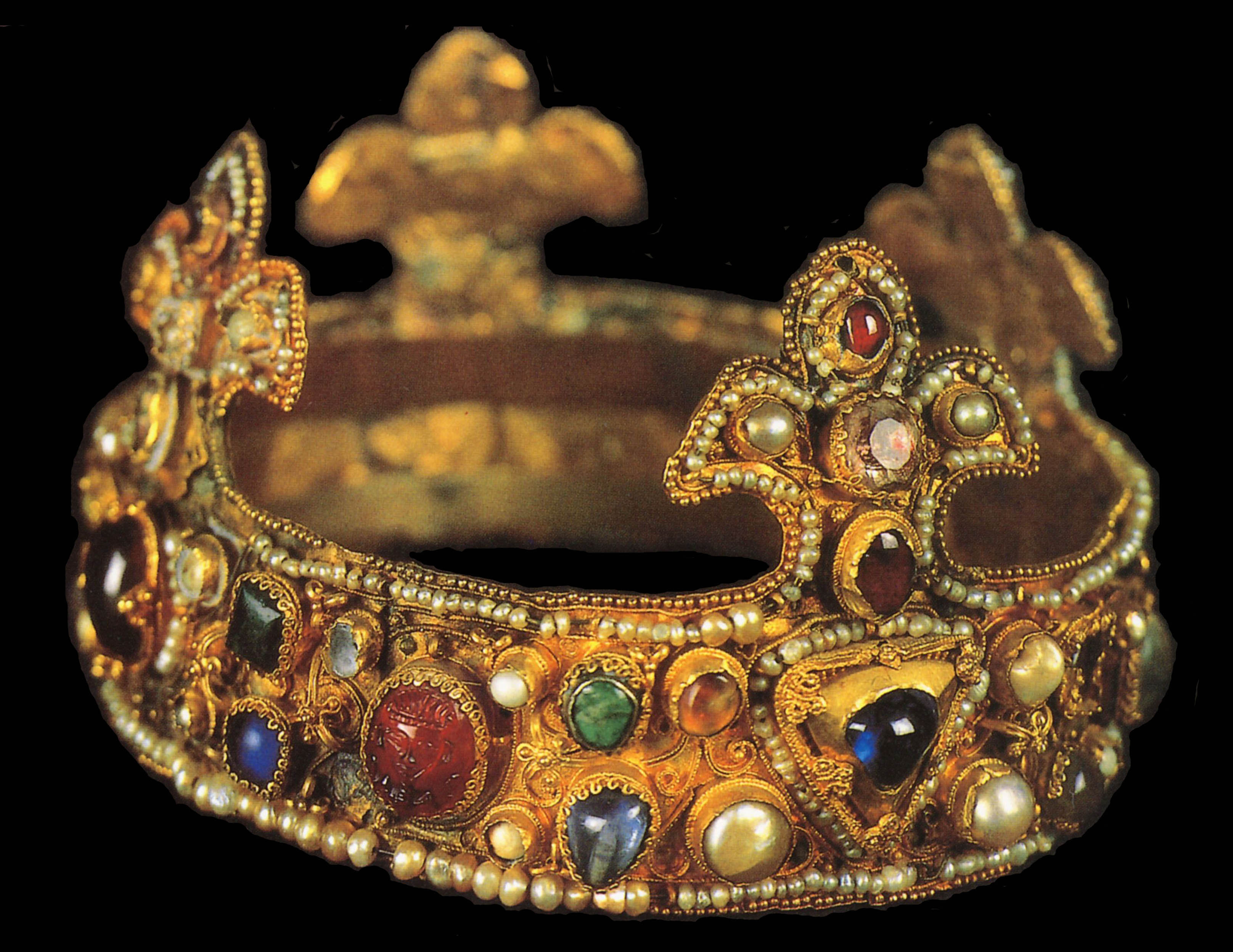
Essener Krone, angeblich von Otto III. bei der Krönung in Aachen getragen, wahrscheinlich erst in der ersten Hälfte des 11. Jahrhunderts entstanden

Die Eltern Ottos III. waren Kaiser Otto II. und dessen byzantinische Frau Theophanu. Er wurde 980 auf der Reise von Aachen nach Nimwegen im Ketilwald geboren. Er hatte mit Adelheid, Sophia und Mathilde drei ältere Schwestern.
Im Juli 982 wurde das Heer seines Vaters in der Schlacht am Kap Colonna von Sarazenen vernichtend geschlagen. Der Kaiser konnte nur mit Mühe entkommen. Auf Drängen der Fürsten wurde zu Pfingsten 983 ein Hoftag zu Verona einberufen, dessen wichtigste Entscheidung die Königswahl Ottos III. war. Es war zugleich die einzige auf italischem Boden vollzogene Königswahl. Mit den abziehenden Teilnehmern des Hoftages reiste Otto III. über die Alpen, um am traditionellen Krönungsort der Ottonen, in Aachen, die Königsweihe zu empfangen. Als er dort am Weihnachtsfest 983 von den Erzbischöfen Willigis von Mainz und Johannes von Ravenna zum König gekrönt wurde, war sein Vater bereits seit drei Wochen tot. Kurz nach den Krönungsfeierlichkeiten traf die Todesnachricht ein und „machte dem Freudenfest ein Ende“, wie Thietmar von Merseburg berichtet.
Der Tod Ottos II. führte sowohl in Italien als auch im Osten des Reiches zu Erhebungen gegen ottonische Herrschaftsträger. Östlich der Elbe machte 983 ein Slawenaufstand die Erfolge christlicher Missionspolitik zunichte. Diese prekäre Situation ließ zahlreiche Bischöfe, die zu den Großen des Reiches zählten, vor der längeren Herrschaft eines Minderjährigen zurückschrecken.

### Kampf um die Nachfolge Ottos II.

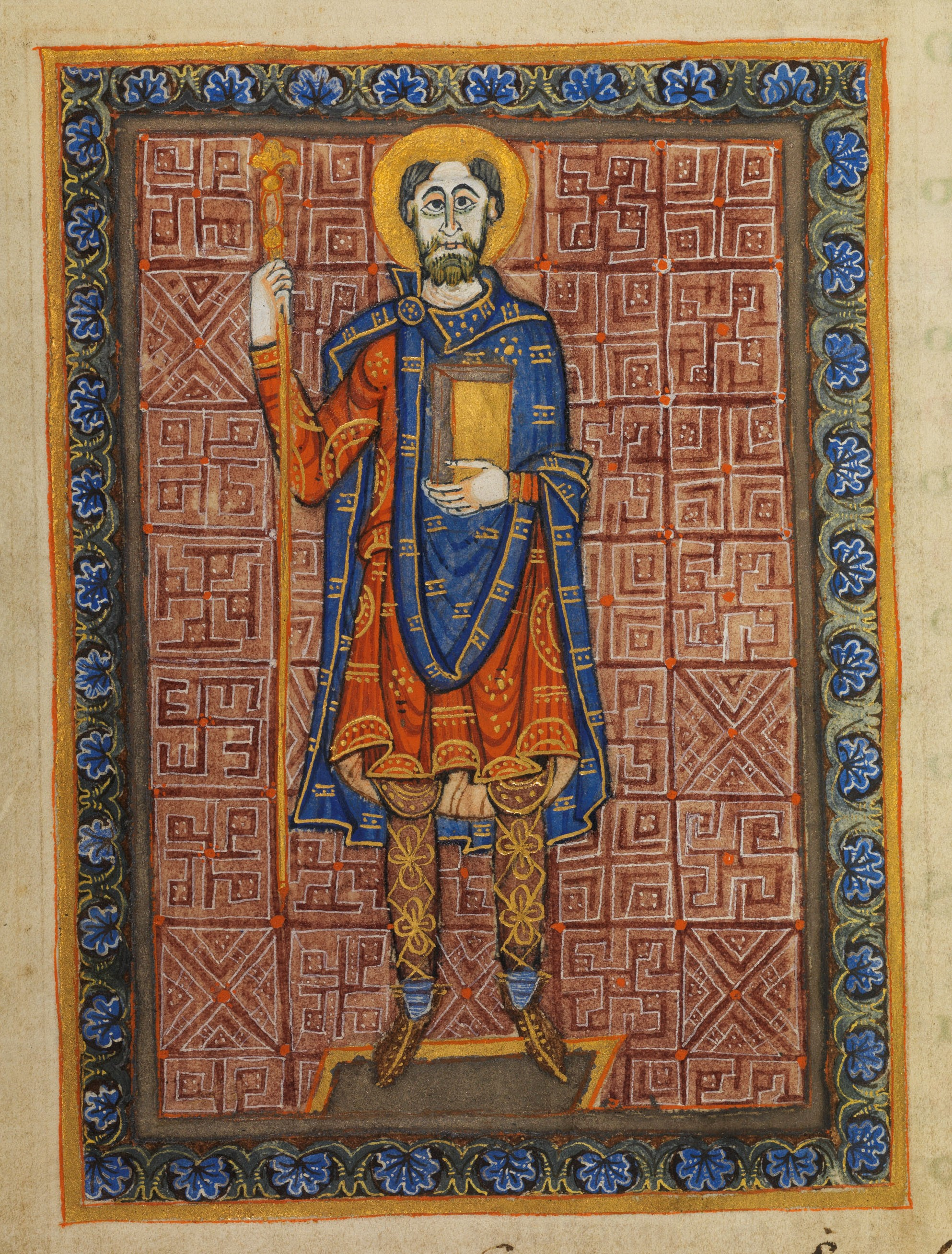
Heinrich der Zänker im fränkischen Gewand, (Miniatur aus dem Regelbuch von Niedermünster, um 985 (Staatsbibliothek Bamberg, Lit. 142, fol. 4v), um 985)

Als Angehöriger der bayerischen Linie war Heinrich der Zänker der nächste männliche Verwandte. Der wegen mehrerer Rebellionen in den 970er Jahren gegen Otto II. in Utrecht in Haft sitzende Heinrich wurde sofort nach dem Tod Ottos von Bischof Folcmar von Utrecht freigelassen. Erzbischof Warin von Köln übergab ihm nach Verwandtschaftsrecht (ius propinquitatis) den soeben gekrönten, sehr jungen König. Hiergegen gab es keinen Widerspruch, da sich außer Ottos Mutter Theophanu auch seine Großmutter Adelheid und seine Tante Mathilde noch in Italien aufhielten.
Der Zänker strebte nach der Übernahme der Königsherrschaft, weniger nach der Vormundschaft für das Kind. Eine Formulierung im Briefbuch Gerberts von Aurillac führte zu Erwägungen, ob Heinrich nicht nach byzantinischem Vorbild als Mitregent fungieren sollte. Für ein Konzept der Mitregentschaft gibt es aber ansonsten kaum weitere Quellenhinweise. Heinrich versuchte durch Freundschaft und Schwureinung Netzwerke zu bilden. Sofort vereinbarte er ein Treffen in Breisach mit dem Ziel, ein Freundschaftsbündnis mit dem westfränkischen König Lothar zu schließen, der in gleichem Grade wie er mit dem jungen Otto verwandt war. Aus ungeklärten Gründen scheute Heinrich jedoch ein Zusammentreffen mit Lothar und zog sofort von Köln aus, wo er den jungen Otto übernommen hatte, über Corvey nach Sachsen. In Sachsen lud Heinrich alle Großen zur Feier des Palmsonntages nach Magdeburg ein. Dort warb er offen um Unterstützung für sein Königtum, jedoch mit wenig Erfolg. Gleichwohl war seine Anhängerschaft zahlreich genug, um nach Quedlinburg zu ziehen und dort in bewusster Anlehnung an die ottonische Tradition das Osterfest zu feiern. Dabei versuchte Heinrich in Verhandlungen die Zustimmung der Anwesenden zu einer Königserhebung zu erhalten und erreichte, dass viele ihm „als ihrem König und Herrn eidlich ihre Unterstützung zusagten“. Zu denen, die Heinrich unterstützten, gehörten Mieszko I. von Polen, Boleslaw II. von Böhmen und der Slawenfürst Mistui.
Um Heinrichs Pläne zu durchkreuzen, verließen seine Gegner Quedlinburg und schlossen sich auf der Asselburg zu einer Schwureinung (coniuratio) zusammen. Als Heinrich davon Kenntnis erhielt, zog er mit militärischen Verbänden von Quedlinburg nach Werla in die Nähe seiner Gegner, um sie entweder zu zersprengen oder Vereinbarungen mit ihnen zu treffen. Außerdem schickte er Bischof Folcmar von Utrecht zu ihnen, um über eine Lösung des Problems zu verhandeln. Dabei wurde deutlich, dass die Gegner Heinrichs nicht bereit waren, „von der ihrem König geschworenen Treue abzulassen“. Heinrich erhielt lediglich die Zusicherung für künftige Friedensverhandlungen in Seesen. Daraufhin brach er abrupt nach Bayern auf; dort fand er die Anerkennung aller Bischöfe und einiger Grafen. Nach seinen Misserfolgen in Sachsen und Erfolgen in Bayern hing nun alles von der Entscheidung in Franken ab. Die fränkischen Großen unter Führung des Mainzer Erzbischofs Willigis und des Schwabenherzogs Konrad waren aber unter keinen Umständen bereit, die Thronfolge Ottos infrage zu stellen. Da Heinrich den militärischen Konflikt scheute, übergab er das königliche Kind am 29. Juni 984 im thüringischen Rohr dessen Mutter und Großmutter.

### Regentschaft der Kaiserinnen (985–994)
Von 985 bis zu ihrem Tod übte Ottos Mutter Theophanu die Regierungsgeschäfte aus. Die lange Phase ihrer Regentschaft blieb weitgehend frei von offenen Konflikten. Sie bemühte sich während ihrer Regentschaft um die Wiedereinsetzung des Bistums Merseburg, das ihr Gatte Otto II. im Jahre 981 aufgehoben hatte. Ferner übernahm sie die Kapläne der Hofkapelle ihres Mannes, und auch deren Leitung verblieb in den Händen des Kanzlers Bischof Hildebold von Worms und des Erzkaplans Willigis von Mainz. Beide Bischöfe entwickelten sich durch regelmäßige Interventionen beinahe zu Mitregenten der Kaiserin.
Im Jahre 986 feierte der fünfjährige Otto III. das Osterfest in Quedlinburg. Die vier Herzöge Heinrich der Zänker als Truchsess, Konrad von Schwaben als Kämmerer, Heinrich der Jüngere von Kärnten als Mundschenk und Bernhard von Sachsen als Marschall übten dort die Hofämter aus. Dieser Dienst der Herzöge war schon bei der Aachener Königserhebung Ottos des Großen 936 oder derjenigen Ottos II. 961 geübt worden. Durch diesen Dienst symbolisierten die Herzöge ihre Dienstbereitschaft gegenüber dem König. Darüber hinaus symbolisierte der Dienst Heinrichs des Zänkers am Ort seiner zwei Jahre zuvor missglückten Usurpation seine vollständige Unterwerfung unter die königliche Gnade. Otto III. erhielt durch den Grafen Hoico und durch Bernward, den späteren Bischof von Hildesheim, eine umfassende Ausbildung in höfisch-ritterlichen Fähigkeiten sowie geistige Bildung und Erziehung.
Während der Regentschaft Theophanus brach der Gandersheimer Streit aus, der um die Frage geführt wurde, ob Gandersheim zur Hildesheimer oder zur Mainzer Diözese gehöre, woraus sich die Rechte der jeweiligen Bischöfe ableiteten. Zugespitzt hatte sich dieser Streit, als seine Schwester Sophia sich nicht vom zuständigen Hildesheimer Bischof Osdag als Sanctimoniale einkleiden lassen wollte und sich stattdessen an den Mainzer Erzbischof Willigis wandte. Die drohende Eskalation des Streites wurde in Gegenwart König Ottos III. und seiner kaiserlichen Mutter Theophanu vorerst dadurch vermieden, dass beide Bischöfe die Zeremonie übernehmen sollten, während die übrigen Sanctimonialen von Osdag allein einzukleiden waren.
An der Ostgrenze war es in den Monaten des Thronstreites mit Heinrich dem Zänker zwar ruhig geblieben, jedoch hatte der Liutizen-Aufstand massive Rückschläge für die ottonische Missionspolitik zur Folge. Daher führten sächsische Heere in den Jahren 985, 986 und 987 Feldzüge gegen die Elbslawen. Nach neuerer Forschung war weniger die bloße Rückeroberung der verlorenen Gebiete, sondern der Drang nach Rache, die Gier nach Beute oder Tributen für die Kämpfe das entscheidende Motiv. Den Slawenzug von 986 begleitete der sechsjährige Otto, der damit erstmals an einer Kriegshandlung teilnahm. Der Polenherzog Mieszko unterstützte mehrfach mit einem großen Heer die Sachsen und huldigte Otto, wobei er ihn 986 durch das Geschenk eines Kamels geehrt haben soll. Im September 991 rückte Otto gegen Brandenburg vor, das kurzzeitig eingenommen werden konnte. 992 erlitt er jedoch bei einem erneuten Slawenzug vor Brandenburg schwere Verluste. In der Zeit der Kämpfe an der Ostgrenze wurde für Theophanu ein ostpolitisches Konzept postuliert, das die kirchliche Selbstständigkeit Polens bewusst vorbereitet haben soll. Anstelle Magdeburgs habe sie das Kloster Memleben zur Zentrale der Missionspolitik gemacht und sich damit bewusst gegen Magdeburger Ansprüche gestellt, die auf Oberhoheit über die missionierten Gebiete zielten. Doch sind solche Überlegungen weitgehend ohne Quellengrundlage angestellt worden.

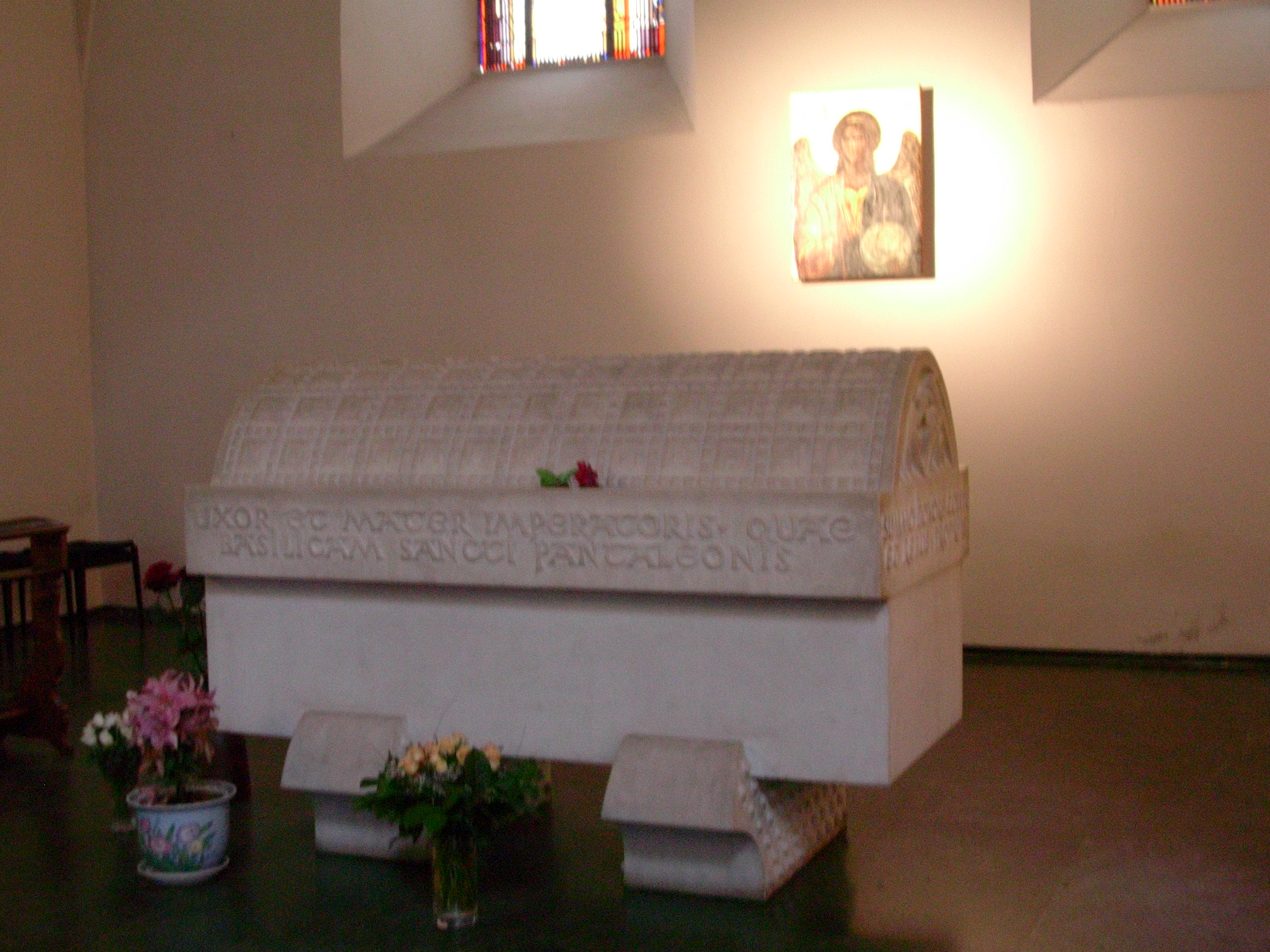
Sarkophag für Kaiserin Theophanu in der Kölner Kirche St. Pantaleon

989 unternahm Theophanu ohne ihren Sohn einen Italienzug mit dem vorrangigen Ziel, am Todestag ihres Gatten für sein Seelenheil zu beten. In Pavia übergab sie ihrem Vertrauten Johannes Philagathos, den sie zum Erzbischof von Piacenza erhoben hatte, die Zentralverwaltung. In Italien stellte Theophanu einige Urkunden in eigenem Namen aus, wobei in einem Fall ihr Name sogar in der männlichen Form angegeben wurde: Theophanis gratia divina imperator augustus. Doch lassen die wenigen verfügbaren Quellen kaum inhaltliche Konturen einer Italienpolitik erkennen. Ein Jahr nach ihrer Rückkehr aus Italien verstarb Theophanu am 15. Juni 991 im Beisein ihres Sohnes in Nimwegen und wurde im Kloster St. Pantaleon in Köln begraben. Was Theophanus letzte Ratschläge oder Weisungen für den jungen Herrscher waren, ist nicht überliefert. Eine Memorialstiftung Theophanus für Otto II., deren Ausführung sie der Essener Äbtissin Mathilde auftrug, wurde durch die Übertragung der Reliquien des Heiligen Marsus erst nach 999 von Otto III. verwirklicht. Der König scheute später für das Seelenheil seiner Mutter keinen Aufwand. In seinen Urkunden spricht er von seiner „geliebten Mutter“; dem Kölner Stift machte er reiche Schenkungen.
Für die letzten Jahre der Minderjährigkeit Ottos übernahm seine Großmutter Adelheid die Regentschaft, weiterhin unterstützt von der Quedlinburger Äbtissin Mathilde. Unter ihrer Regentschaft erreichte die ottonische Münzprägung ihren Höhepunkt. Doch nicht in allem fand Theophanus Politik eine Fortsetzung. Während sie noch die Aufhebung des Bistums Merseburg rückgängig machen wollte, war Adelheid hierzu nicht bereit.

### Herrschaftsantritt

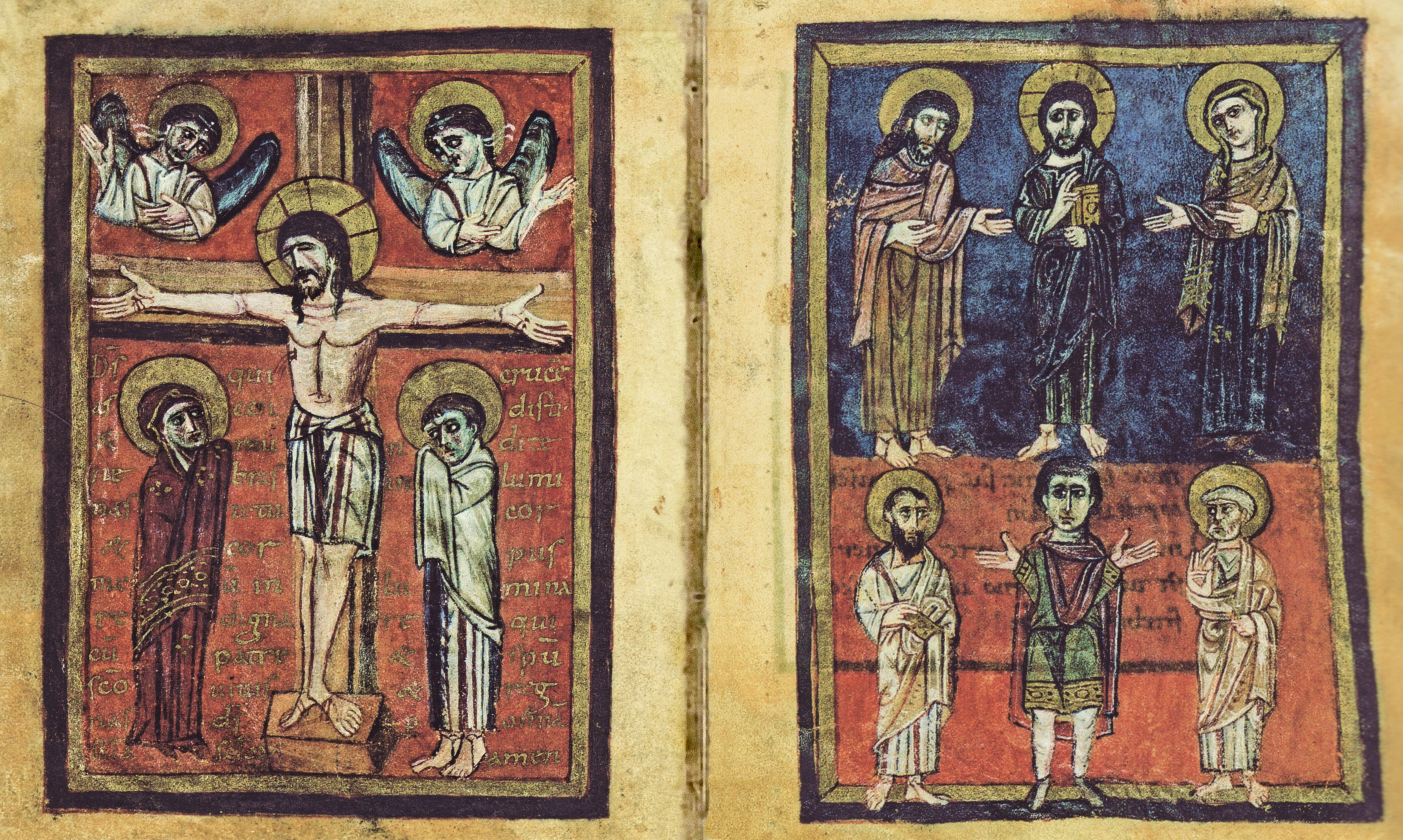
Gebetbuch Ottos III. (Bayerische Staatsbibliothek Clm 30111, fol. 1v–2r): Otto in Gebetshaltung, zwischen den Heiligen Paulus und Petrus, darüber Christus zwischen den für Otto bittenden Johannes und Maria (Deesis). Im Gebetstext bittet der Betende den Rex Regis („König der Könige“, also Christus) um Erleuchtung von Herz und Leib im Sinn der Kreuznachfolge. Das persönliche Gebetbuch Ottos entstand zwischen 984 und 991, also vor seiner Herrschaftsübernahme, in Mainz.

Der Übergang zur selbstständigen Regierung vollzog sich nicht in einem demonstrativen Akt oder an einem bestimmten Stichtag, sondern durch den allmählichen Regentschaftsverlust der kaiserlichen Frauen. In der Forschung findet sich die vielfach vertretene Meinung, Otto III. habe auf dem vermeintlichen Reichstag von Sohlingen im September 994 die volle Regierungsfähigkeit in Form einer Schwertleite erlangt. Im Falle Ottos finden sich in den Quellen keine Hinweise auf einen solchen Akt der Wehrhaftmachung oder der Schwertleite, der das Ende der Regentschaft und den Beginn der selbstständigen Herrschaft markiert hätte. Eine auf den 6. Juli des Jahres 994 datierte Urkunde, in der Otto seiner Schwester Sophia das Gut Eschwege schenkte, wurde von Johannes Laudage als der Beginn der selbstständigen Regierung gedeutet. Allerdings beurkundete Otto eine Fülle von Schenkungen – auch für seine Schwester – als er noch minderjährig war.
Bereits 994 traf Otto die ersten unabhängigen Entscheidungen und setzte mit seinem Vertrauten Heribert einen Deutschen zum Kanzler von Italien ein – auf einer Position, die bis dahin nur Italienern vorbehalten gewesen war. In Regensburg setzte Otto im gleichen Jahr anstelle des vom Domkapitel gewählten Regensburger Klerikers Tagino seinen Kaplan Gebhard auf den Bischofssitz.
Im Sommer 995 hielt er einen Hoftag in Quedlinburg ab und führte von Mitte August bis Anfang Oktober die seit dem Slawenaufstand von 983 fast jährlich stattfindenden Züge gegen die nördlich wohnenden Elbslawen fort. Dabei wurde nicht, wie vielfach angenommen, die Mecklenburg als die wichtigste Burg der Obodriten eingenommen, sondern Otto weilte als Freund und Schutzherr des Obodritenherzogs in Mecklenburg. Nach seiner Rückkehr erweiterte er durch ein in Frankfurt ausgestelltes Privileg am 6. Dezember 995 erheblich das Bistum Meißen und vervielfachte dessen Zehnteinkünfte.
Im September 995 wurden für eine Brautwerbung Ottos III. der Erzbischof Johannes Philagathos und der Bischof Bernward von Würzburg nach Byzanz geschickt. Die Verhandlungen mit Byzanz wurden kurz vor Ottos Tod erfolgreich beendet. Welche Prinzessin ihm versprochen wurde, ist unbekannt.

## Kaiser Otto III.

### Der erste Italienzug

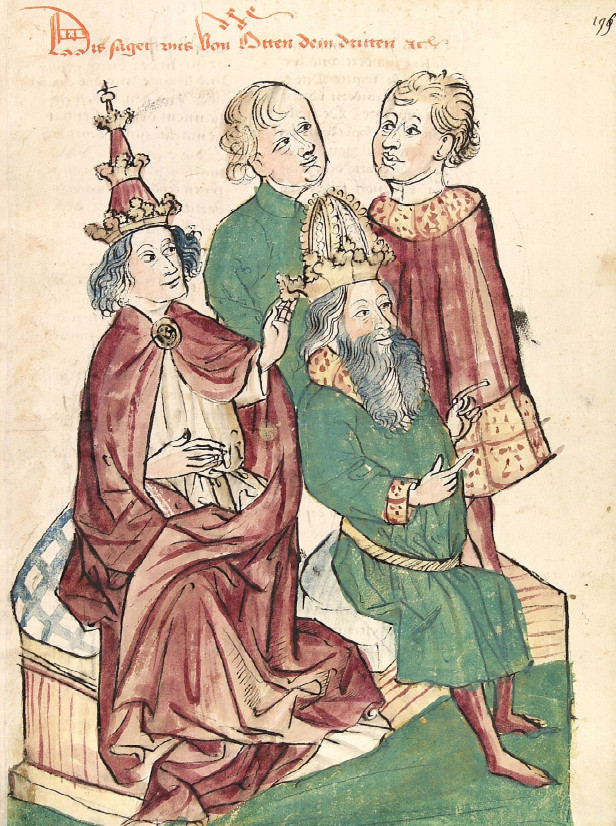
Otto III. wird von Papst Gregor V. zum Kaiser gesalbt, kolorierte Federzeichnung der Werkstatt des Diebold Lauber um 1450.

Nicht nur die angestrebte Kaiserkrönung veranlasste König Otto III. zu einem baldigen Italienzug, sondern auch ein Hilferuf von Papst Johannes XV., der vom römischen Stadtpräfekten Crescentius und seiner Partei bedrängt wurde und Rom verlassen musste. Im März 996 brach Otto von Regensburg aus zu seinem ersten Italienzug auf. In Verona übernahm er die Patenschaft eines Sohnes des venezianischen Dogen Pietro II. Orseolo, Ottone Orseolo, der später von 1009 bis 1026 ebenfalls Doge werden sollte. Damit führte er das traditionell gute Verhältnis der Ottonen zu den Dogen fort.
In Pavia traf eine römische Gesandtschaft mit Otto zusammen, um mit ihm über die Nachfolge des inzwischen verstorbenen Papstes Johannes XV. zu verhandeln. Noch in Ravenna nominierte er seinen Verwandten und Hofkaplan Brun von Kärnten zum Papstnachfolger und ließ ihn von Erzbischof Willigis von Mainz und Bischof Hildebold nach Rom begleiten, wo er als erster „Deutscher“ zum Papst erhoben wurde und den Namen Gregor V. annahm. Bereits einen Tag nach seiner Ankunft vor Rom wurde Otto von Senat und Adel der Stadt feierlich eingeholt und am 21. Mai 996, dem Feste Christi Himmelfahrt, von „seinem“ Papst zum Kaiser gekrönt.
Mit dieser Entscheidung überschritt Otto III. den Handlungsrahmen seines Großvaters Otto I., indem er sich nicht mehr mit der Zustimmung zu einer Papstwahl begnügte, sondern sie gezielt in Richtung auf einen eigenen Kandidaten lenkte. Durch diese Personalentscheidung hatte der Papst allerdings keinen Rückhalt mehr in Rom und er war umso dringender auf die Hilfe des Kaisers angewiesen. Schon seit Otto I. hatte es stetige Konflikte zwischen kaisertreuen Päpsten und Kandidaten stadtrömischer Adelsgruppen gegeben. Das führende römische Adelsgeschlecht der Crescentier verdankte den früheren romtreuen Päpsten seinen Aufstieg. Er beruhte auf der Abtretung päpstlicher Rechte und der damit verbundenen Einkünfte in der Sabina.
An die mehrtägigen Krönungsfeierlichkeiten schloss sich eine Synode an, bei der sich die enge Zusammenarbeit zwischen Kaiser und Papst im gemeinsamen Vorsitz der Synode und in der Ausstellung von Urkunden zeigte. Die Krönungssynode brachte Otto III. auch mit zwei bedeutenden Personen in Kontakt, die sein weiteres Leben stark beeinflussen sollten, zum einen mit Gerbert von Aurillac, dem Erzbischof von Reims, der bereits in dieser Zeit so engen Kontakt zum Kaiser hatte, dass er in seinem Auftrag mehrere Briefe formulierte, zum anderen mit Adalbert von Prag, einem Vertreter der erstarkten asketisch-eremitischen Frömmigkeitsbewegung. Die Wege Ottos und Gerberts von Aurillac trennten sich zwar vorerst, doch erhielt Gerbert wenige Monate später die kaiserliche Aufforderung, in des Herrschers Dienst zu treten: Als Lehrer sollte er Otto III. helfen, an Stelle der sächsischen rusticitas (Rohheit) eine griechische subtilitas (Feinheit) zu erlangen.
Der römische Stadtpräfekt Crescentius wurde von Otto III. zum Exil verurteilt, jedoch auf Fürsprache Papst Gregors V. begnadigt. Damit befleißigte sich Otto III. der clementia (Milde), die zentraler Bestandteil der ottonischen Herrschaftsausübung war.
Nach der Kaiserkrönung zog Otto Anfang Juni 996 ins Reich zurück. Er hielt sich vom Dezember 996 bis April 997 am Niederrhein und vor allem in Aachen auf. Konkrete Entscheidungen in dieser Zeit, wie die Abhaltung von Hoftagen, sind nicht bekannt.

### Der zweite Italienzug

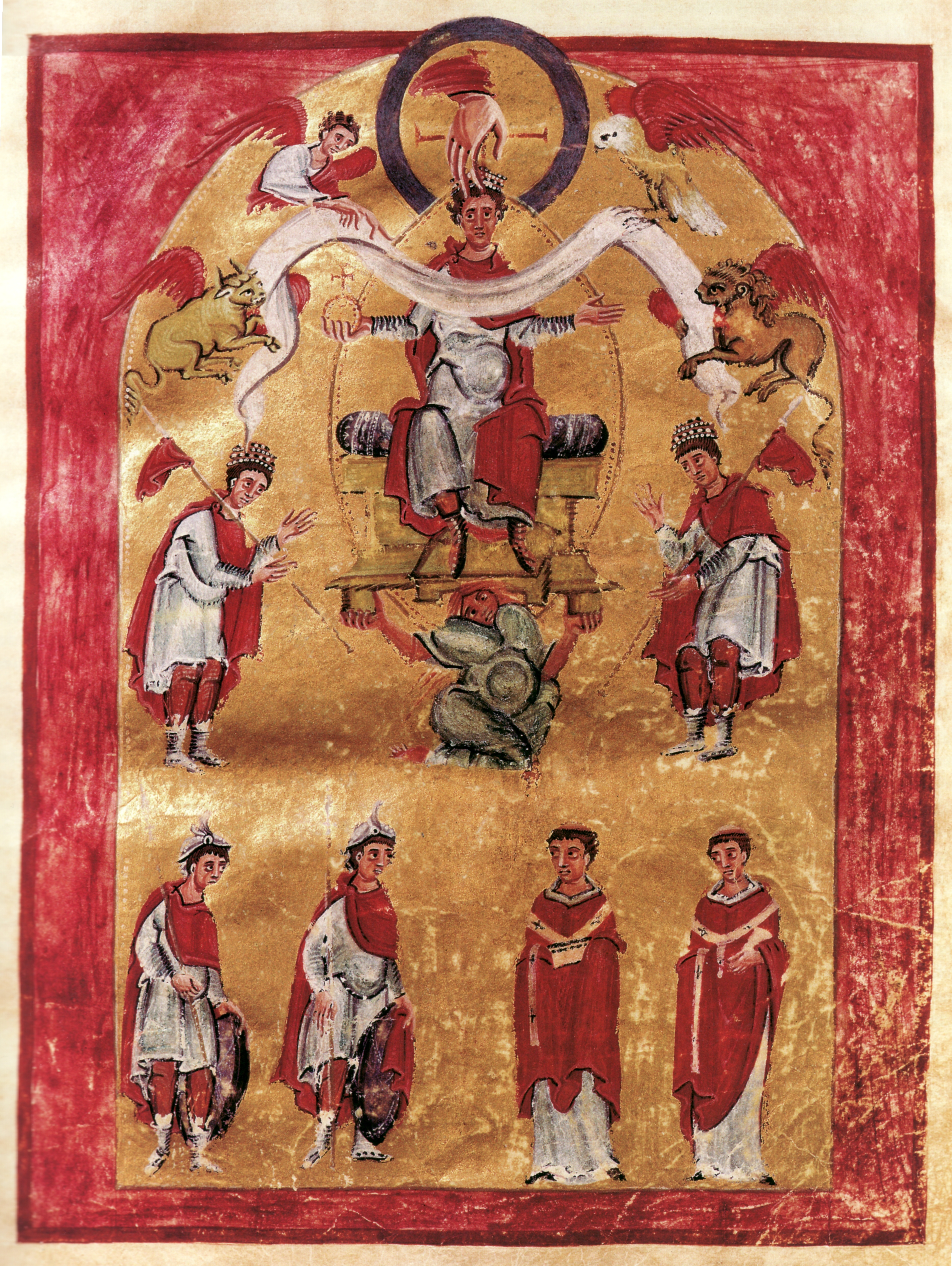
Das Herrscherbild des Aachener Liuthar-Evangeliars, eine Gabe Ottos III. an das Aachener Münster. Es gilt als das eindrucksvollste Dokument der Herrschersakralisierung. Nie zuvor und auch niemals später hat ein ottonischer Buchmaler einen Kaiser so sehr in Christi Nähe gerückt. Der als Otto benannte Herrscher wird von einer Frauengestalt getragen und ragt mit seinem Haupt in die göttliche Sphäre hinein. Die Hand Gottes spendet ihm die Krone. Assistiert wird der thronende Herrscher von zwei bekrönten Gestalten. Unten befinden sich zwei weltliche Würdenträger und zwei Erzbischöfe. Die Datierung (zwischen 990 und 1000) der Miniatur und ihr Auftraggeber sind umstritten. Aachener Domschatzkammer, fol. 16r.

Bereits Ende September 996, nur wenige Monate nach seiner Begnadigung, vertrieb Crescentius Papst Gregor V. aus Rom und setzte mit dem Erzbischof von Piacenza und früheren Vertrauten der Theophanu, Johannes Philagathos, einen Gegenpapst ein. Bevor Otto III. jedoch in die römischen Verhältnisse eingriff, gab er der Sicherung der sächsischen Grenze Vorrang und führte im Sommer 997 einen Feldzug gegen die Elbslawen.
Im Dezember 997 begann Otto seinen zweiten Italienzug. Die Größe seines Heeres ist unbekannt, jedoch wurde er von einer Vielzahl weltlicher und geistlicher Großer begleitet. Seine dilectissima soror (vielgeliebte Schwester) Sophia, die ihn noch beim ersten Italienzug begleitet hatte und während seines langen Aufenthaltes in Aachen bei ihm verweilt hatte, war nicht mehr dabei. Nie wieder wurde ihre Anwesenheit bei Hof erwähnt. Während seines zweiten Italienzuges betraute Otto die Äbtissin Mathilde von Quedlinburg mit seiner Stellvertretung im Reich, eine Stellung, die bis dahin nur Herzöge oder Erzbischöfe eingenommen hatten.
Als Otto im Februar 998 in Rom erschien, einigten sich die Römer gütlich mit ihm und ließen ihn friedlich nach Rom einmarschieren. Die Anführer der Römer, die sich von dem Adelsgeschlecht der Crescentier nicht abhängig machen wollten, werden in den Quellen nicht namentlich erwähnt. Währenddessen verschanzte sich der Stadtpräfekt Crescentius in der Engelsburg. Der Gegenpapst Johannes Philagathos flüchtete aus Rom und versteckte sich in einem befestigten Turm. Er wurde von einer Abteilung des ottonischen Heeres gefangen genommen und geblendet, seine Nase und Zunge wurden verstümmelt. Schließlich setzte ihn eine Synode ab.
Das kaiserliche Heer konnte nach intensiver Belagerung Crescentius' habhaft werden und enthauptete ihn. Der Leichnam wurde von den Zinnen der Engelsburg gestürzt, anschließend mit zwölf ebenfalls hingerichteten Gefährten auf dem Monte Mario an den Beinen aufgehängt und zur Schau gestellt.
Schon Zeitgenossen kritisierten das grausame Vorgehen von Kaiser und Papst. So machte sich der greise Abt Nilus bereits auf die Nachricht von der Verstümmelung des Gegenpapstes nach Rom auf, um Johannes Philagathos zu sich ins Kloster zu holen, was ihm Gregor V. und Otto III. allerdings verweigerten. Nilus soll dem Kaiser daraufhin die ewige Strafe Gottes angedroht haben und verließ Rom. Doch hatte Crescentius bereits einmal Verzeihung und Gnade erhalten. Nach den „Spielregeln der mittelalterlichen Konfliktführung“ musste diejenige Partei, die einen Friedensschluss brach, mit besonderer Strenge rechnen.
In einer Urkunde Ottos vom 28. April 998, die für das Kloster Einsiedeln ausgestellt wurde und die in der Datierungszeile auf die Hinrichtung des Crescentius aufmerksam machte, erschien erstmals eine Bleibulle mit der Devise Renovatio imperii Romanorum (Erneuerung des römischen Reiches). Die neue Devise begegnete auf den Kaiserurkunden kontinuierlich bis in die Zeit der Rückkehr Ottos III. aus Gnesen und wurde ab Januar 1001 durch die Formulierung Aurea Roma ersetzt.

### Italienaufenthalt 997–999
In der Zeit des mehrjährigen Italienaufenthaltes versuchten Kaiser und Papst den kirchlichen Bereich zu reformieren. Entfremdetes Kirchengut sollte wieder der Verfügungsgewalt der geistlichen Institutionen zugeführt werden. Diesem Ziel diente auch ihr Vorgehen gegen einen Verwandten des Crescentius, einen Grafen der Sabina namens Benedikt, den sie persönlich mit einer Heeresmacht zwangen, dem Kloster Farfa geraubtes Gut zurückzugeben.
Wohl auf dem Aventin ließ Otto eine kaiserliche Pfalz errichten. Auch in mehreren Personalentscheidungen wurde der Kaiser während seines Italienaufenthaltes aus Rom tätig und besetzte wichtige Bischofssitze mit engen Vertrauten.
Nach dem Tod des Halberstädter Bischofs Hildeward im November 996, der einer der Drahtzieher der Aufhebung des Bistums Merseburg war, nahmen Otto III. und Papst Gregor V. im Jahr 997 das Verfahren zur Erneuerung des Bistums Merseburg wieder auf und begründeten dieses Vorgehen auf der römischen Synode zum Jahreswechsel 998/99 damit, dass bei der Auflösung des Bistums im Jahr 981 gegen das Kirchenrecht verstoßen worden sei. Das Bistum sei sine concilio (ohne Beschluss) aufgelöst worden. Doch erst Ottos Nachfolger Heinrich II. ließ das Bistum Merseburg 1004 wieder einrichten.
Anfang 999 fand Otto Zeit für eine weitere Bußwallfahrt nach Benevent auf den Monte Gargano, die ihm vom Einsiedler Romuald als Sühne für sein Vergehen gegen Crescentius und Johannes Philagathos auferlegt worden sein soll. Auf dem Weg dorthin erfuhr Otto, dass Gregor V. in Rom nach kurzer Krankheit gestorben war. In dieser Zeit suchte er auch Nilus von Rossano als büßender Pilger auf.
Nach seiner Rückkehr erhob er mit seinem Vertrauten Gerbert von Aurillac als Silvester II. erneut einen Nichtrömer zum Papst. Auch in anderen Personalentscheidungen wurde der Kaiser erneut von Rom aus tätig und besetzte wichtige Bischofssitze mit engen Vertrauten. So erhob er seinen Kaplan Leo zum Bischof von Vercelli und übergab ihm damit ein problematisches Bistum, da dessen Vorgänger Petrus von Vercelli vom Markgrafen Arduin von Ivrea ermordet worden war. Arduin wurde 999 vor einer römischen Synode zur Kirchenbuße verurteilt. Dem Grafen wurde auferlegt, dass er die Waffen ablegen und keine zwei Nächte am selben Ort verbringen dürfe, wenn es seine Gesundheit erlaube. Als Alternative zu dieser Bußleistung stellte man ihm den Eintritt in den Mönchsstand frei. Ob der Markgraf die Auflagen der Kirchenbuße erfüllt hat, ist unbekannt. Auch nach dem Tod des Bischofs Everger von Köln bestimmte Otto mit seinem Kanzler Heribert eine Person seines Vertrauens auf diesem wichtigen Bischofssitz.

### Aktivitäten im Osten
Im Februar/März 1000 pilgerte Otto von Rom aus nach Gnesen, hauptsächlich aus religiösen Motiven: Er habe am Grab seines Vertrauten Adalbert beten wollen, berichtet Thietmar. Bischof Adalbert von Prag war am 23. April 997 von heidnischen Pruzzen erschlagen worden. Hagiographische Texte betonen, Otto sei nach Gnesen gekommen, um der Reliquien Adalberts habhaft zu werden.
Bei der Ankunft in Gnesen standen zunächst religiöse Motive im Vordergrund. Barfuß ließ sich Otto vom zuständigen Ortsbischof Unger von Posen zum Grab Adalberts geleiten und bat unter Tränen im Gebet den Märtyrer um seine Vermittlung bei Christus. Anschließend wurde die Stadt zum Erzbistum erhoben, die selbstständige Kirchenorganisation Polens damit begründet. Der neu eingerichteten Kirchenprovinz Gnesen wurden das bereits bestehende Bistum Krakau und die neu zu gründenden Bistümer Kolberg und Breslau als Suffragane zugeteilt. Dem Herrschaftsbereich Boleslaw Chrobrys wurde somit die kirchenpolitische Selbstständigkeit zugestanden.
Die weiteren Handlungen Ottos in Gnesen sind umstritten. Eine ausführliche Darstellung der Ereignisse gibt die erst im 12. Jahrhundert verfasste Geschichte Polens des so genannten Gallus Anonymus. Die gesamte Darstellung des Gallus beabsichtigte, die Bedeutung von Boleslaws Macht und Reichtum zu unterstreichen. Sie berichtete mit vielen Einzelheiten, dass Otto III. Boleslaw zum König erhoben habe, was die sächsischen Quellen allerdings nicht überliefern. Der Vorgang einer Königserhebung ist in der modernen Forschung umstritten. Der These von Johannes Fried (1989), in Gnesen habe eine auf den weltlichen Akt beschränkte Königserhebung stattgefunden, setzte Gerd Althoff (1996) entgegen, dass Boleslaw in Gnesen mit dem Aufsetzen der Krone auf besonders ehrenvolle Weise als amicus im Rahmen eines Freundschaftsbündnisses von Otto III. ausgezeichnet worden sei. Die von Gallus erwähnten Akte von der Übergabe von Geschenken und die demonstrative Einheit durch ein mehrtägiges Gelage waren bei frühmittelalterlichen amicitiae üblich.
Auf dem Rückweg ins Reich gab Boleslaw dem Kaiser ein glanzvolles Geleit und begleitete den Kaiser noch über Magdeburg bis nach Aachen. Otto soll ihm dort den Thronsessel Karls des Großen geschenkt haben.

### Rückkehr nach Rom

Das Reich um das Jahr 1000.

Miniatur Ottos III. im Warmund-Sakramentar (Ivrea, Biblioteca Capitolare, Ms. LXXXVI. fol. 160v)

Im Reich gab es trotz Ottos langer Abwesenheit keine größeren Auseinandersetzungen. Sein Aufenthalt im nördlichen Reichsteil dauerte nur wenige Monate. In Magdeburg feierte Otto Palmsonntag und Ostern in Quedlinburg. Über Trebur ging es weiter nach Aachen, jenen Ort, den er „nächst Rom am meisten liebte“, wie es in den Quedlinburger Annalen heißt. Er thematisierte in diesen Monaten in Magdeburg, Quedlinburg und Aachen auf Synodalversammlungen die Wiedereinrichtung des Bistums Merseburg, ohne zu einer Entscheidung zu kommen. In Aachen zeichnete er einige Kirchen mit den Adalbertsreliquien aus. Dort suchte und öffnete er auch das Grab Karls des Großen. Schon Zeitgenossen kritisierten dieses Tun als Grabfrevel, für den Gott den Kaiser mit seinem frühen Tod bestraft habe. Das Vorgehen Ottos wurde von Knut Görich als Vorbereitung der Kanonisation Karls des Großen gedeutet. Die Vorbereitungen zur Heiligsprechung hat Ernst-Dieter Hehl auch als Teil eines Plans eingeschätzt, in Aachen ein Bistum einzurichten.
Von Aachen zog Otto im Sommer des Jahres 1000 wieder nach Rom. In dieser Zeit brach der Gandersheimer Streit zwischen den Bischöfen Willigis von Mainz und Bischof Bernward erneut aus, als der Anlass der Kirchweihe eine Entscheidung unumgänglich machte, welcher der beiden Bischöfe nun für Gandersheim zuständig sei. Bischof Bernward nutzte die Zeit zu einer Romfahrt und ließ seinen Standpunkt von Otto III. und einer römischen Synode bestätigen. Als Folge der Reise Bernwards tagten nun fast gleichzeitig zwei Synoden über die Gandersheimer Frage: eine regionale in Gandersheim und eine allgemeine in Rom unter Vorsitz von Kaiser und Papst. Doch konnte weder durch diese noch durch eine folgende Synode in Pöhlde der Streit beigelegt werden. Er beschäftigte später noch die Kaiser Heinrich II. und Konrad II. und mehrere Synoden, bevor er schließlich im Jahr 1030 gelöst wurde.
Der Kaiser hielt sich in der gesamten zweiten Jahreshälfte in Italien auf, ohne dass es zu bemerkenswerter herrscherlicher Aktivität kam. Diese wurde erst zu Beginn des Jahres 1001 notwendig, als sich die Bewohner Tivolis gegen die kaiserliche Herrschaft auflehnten. Otto belagerte daraufhin Tivoli, doch die Vita Bernwardi, eine Lobschrift von Thangmar auf seinen Schüler Bischof Bernward, hebt Bernwards Einfluss auf die Unterwerfung der Bewohner nachhaltig hervor. In den gleichen Monat wie die Belagerung Tivolis fällt auch ein ungewöhnlicher Rechtsakt, nämlich die Ausstellung einer kaiserlichen Schenkungsurkunde für Papst Silvester. Diese rechnet schonungslos mit der bisherigen Politik der Päpste ab, die durch Sorglosigkeit und Inkompetenz ihrer eigenen Besitzungen verlustig gegangen seien und sich unrechtmäßig Rechte und Pflichten des Imperiums anzueignen versucht hätten. Gegenüber dem Papsttum war Otto hierbei auf die Wahrung des kaiserlichen Vorrangs bedacht. Die aus der Konstantinischen Schenkung abgeleiteten territorialen Ansprüche der römischen Kirche, ja sogar die Schenkung selbst oder deren Wiedergabe durch Johannes Diaconus wies er als „lügenhaft“ zurück und übergab dem heiligen Petrus vielmehr aus eigener kaiserlichen Machtvollkommenheit acht Grafschaften in der italienischen Pentapolis.
In die Wochen um die Ausstellung dieser Urkunde fiel der Aufstand der Römer. Als Ursache für den Aufstand wurde die zu milde Behandlung Tivolis genannt. Der Aufstand konnte innerhalb weniger Tage durch Verhandlungen friedlich beigelegt werden. Der Hildesheimer Domdekan Thangmar, der im Jahre 1001 seinen Bischof Bernward von Hildesheim nach Rom begleitete, gab im Kontext der Friedensverhandlungen jene berühmte Rede Ottos an die Römer wieder, worin dieser seine Vorliebe für Rom und die Vernachlässigung seiner sächsischen Bindung erörterte. Durch diese Rede zu Tränen gerührt, ergriffen die Römer zwei Männer und schlugen sie grausam zusammen, um so ihre Bereitschaft zum Einlenken und zum Frieden zu zeigen. Trotz der Friedensgesten blieb das Misstrauen bestehen. Ratgeber drängten den Kaiser, sich dem unsicheren Zustand dort zu entziehen und außerhalb Roms militärische Verstärkung abzuwarten.

### Tod

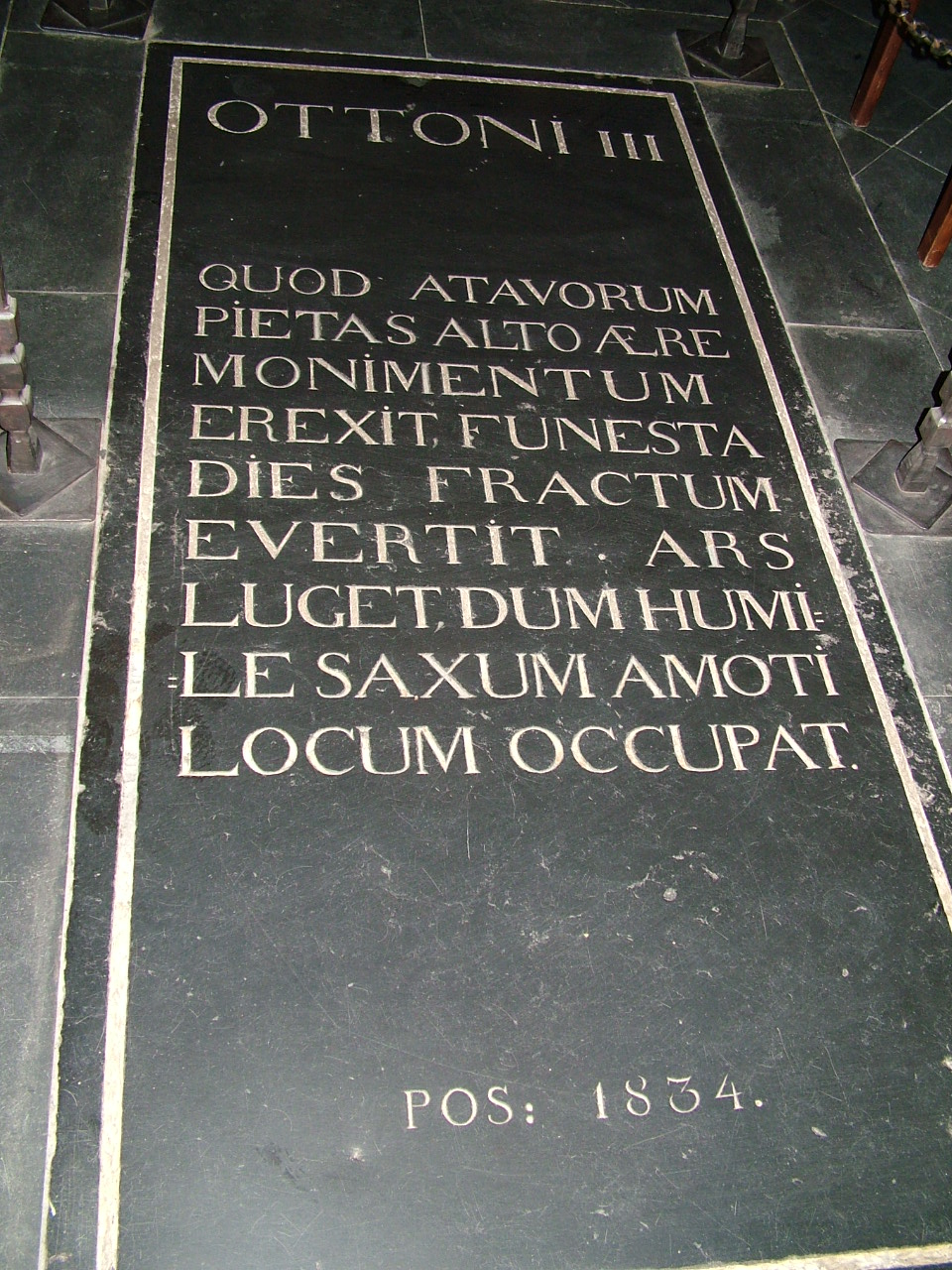
Grab Ottos III. im Aachener Dom.

Daher entfernten sich Otto III. und Papst Silvester II. aus Rom und zogen nach Norden in Richtung Ravenna. In der Folgezeit empfing Otto Gesandtschaften von Boleslaw Chrobry, vereinbarte mit einer ungarischen Gesandtschaft die Einrichtung einer Kirchenprovinz mit dem Erzbistum Gran als Metropole und sorgte dafür, dass der neue Erzbischof Askericus Stephan von Ungarn zum König erhob. Außerdem festigte Otto in dieser Zeit die freundschaftlichen Beziehungen zu Pietro II. Orseolo, dem Dogen von Venedig; mit ihm traf er sich heimlich in Pomposa und Venedig. Seinen Sohn hatte Otto schon 996 als Pate angenommen, 1001 hob er seine Tochter aus der Taufe.
Dagegen zeichneten die hagiographischen Quellen – die Romualds-Vita des Petrus Damiani und die Vita der fünf Brüder des Brun von Querfurt – in diesen Monaten das Bild eines seelisch zerrissenen Monarchen. Otto soll zur Fastenzeit 1001 den Einsiedler Romuald in Pereum aufgesucht und sich dort Buß- und Fastenübungen unterzogen haben. Die Aussagen dieser Zeugnisse gipfeln in einem Versprechen Ottos, die Herrschaft einem Besseren zu überlassen und in Jerusalem Mönch zu werden. Allerdings wolle er noch drei Jahre lang „die Irrtümer“ (errata) seiner Regierung berichtigen. Welche Irrtümer er meinte, wurde nicht gesagt. Gegenüber anderen Herrschern des frühen Mittelalters ist die Dichte der Quellenaussagen über asketische Leistungen und monastische Neigungen des Kaisers in jedem Falle singulär.
Gegen Ende des Jahres 1001 zog er mit den Kontingenten einiger Reichsbischöfe, die sehr zögerlich in Italien eingetroffen waren, auf Rom zu. Doch stellten sich plötzlich starke Fieberanfälle ein und in der Burg Paterno unweit Roms verstarb Otto III. am 23. oder 24. Januar 1002. Mehrere Berichte betonen hierbei das ruhig-gefasste, christliche Sterben des Herrschers. Der Verfasser der Vita Meinwerci nahm an, Otto sei vergiftet worden.
Der Tod des Kaisers wurde zunächst geheim gehalten, bis die eigenen Aufgebote informiert und zusammengezogen waren. Daraufhin zog das Heer, ständig von Feinden bedroht, aus Italien ab, um den Willen Ottos zu erfüllen und ihn in Aachen beizusetzen. Als der Leichenzug im Februar 1002 von Paterno über Lucca und Verona nach Bayern zog, habe Herzog Heinrich, so Thietmar, in Polling den Leichenzug empfangen und die Bischöfe sowie Adligen in Gesprächen mit Nachdruck und unter Versprechungen aufgefordert, ihn zum König zu wählen. Um seinen Anspruch als König zu verdeutlichen, inszenierte er sich als legitimer Nachfolger, indem er sich um das Seelenheil seines Vorgängers kümmerte. Er ordnete an, dass die Eingeweide des toten Kaisers in der Kapelle des heiligen Ulrich in der Afrakirche von Augsburg beigesetzt werden. Das Totengedächtnis Ottos III. sicherte er mit einer reichen Schenkung. Jedoch habe keiner der am Trauerzug Teilnehmenden eine Nachfolge Heinrichs als König befürwortet – mit Ausnahme des Augsburger Bischofs. Die Vorbehalte, die die Gefolgsleute Ottos III. gegen Heinrich hegten, blieben im Einzelnen unbekannt.
Beim Begräbnis Ottos an Ostern 1002 in Aachen wiederholten die Verantwortlichen ihre Ablehnung, wobei nach ihrer Ansicht Heinrich aus vielerlei Gründen für das Königtum nicht geeignet war. Während in Italien bereits am 15. Februar 1002 lombardische Große in Pavia mit Arduin von Ivrea einen Gegner Ottos III. zum italienischen König wählten, konnte sich Heinrich II. erst in langwierigen Verhandlungen und Fehden durchsetzen.

## Wirkung

### Maßnahmen nach Ottos Tod
Schon zu Beginn seines Königtums erließ Heinrich II. Verfügungen zum Seelenheil seines Vorgängers, des „geliebten Vetters“ und des „guten Kaisers Otto göttlichen Andenkens“. Er bestätigte zahlreiche Urkunden und Verfügungen Ottos und feierte wie einst Otto den Palmsonntag 1003 in Magdeburg, am Grab Ottos I., sowie das Osterfest in Quedlinburg, an den Gräbern Heinrichs I. und dessen Gemahlin Mathilde. Allerdings machte Heinrich den deutschen Reichsteil wieder zu seinem Herrschaftszentrum. So ließ er sich mehr als ein Jahrzehnt Zeit, ehe er den italienischen Gegenkönig aus seiner Herrschaft vertrieb.
Die Änderung der Bullenumschrift von Renovatio imperii Romanorum, wie sie zur Zeit Ottos III. in Gebrauch war, zu Renovatio regni Francorum, also von Erneuerung des römischen Reiches zu Erneuerung des Frankenreiches, wie sie nun Heinrich II. pflegte, wurde lange Zeit als gravierendste Wende einer systematisch verfolgten neuen Herrscherpolitik gedeutet. Dass es sich hierbei um eine Überinterpretation handelte, zeigte eine Untersuchung von Knut Görich. Demnach stehen 23 Bullen Ottos nur vier Bullen Heinrichs gegenüber. Die „Frankenbulle“ wurde nur kurze Zeit und darüber hinaus nur zu aktuellen Anlässen eingesetzt, nämlich nach der politischen Durchsetzung im Reich im Januar und Februar 1003. Abgesehen davon wurde sie neben den überkommenen Wachssiegeln benutzt und schon bald wieder aufgegeben.
Eine offenkundigere Wende trat hingegen in der Politik Heinrichs II. gegenüber dem polnischen Herrscher ein. Wurde Boleslaw Chobry noch im Jahre 1000 in Gnesen von Otto III. zum Bruder und Mithelfer des Kaisertums erhoben und Freund und Genosse des römischen Volkes (fratrem et cooperatorem imperii constituit et populi Romani amicum et socium appelavit) erhoben, so schlug die Politik unter Heinrich in Konfrontation um, die sich anhand der Friedensschlüsse von Posen 1005, Merseburg 1013 und Bautzen 1018 in drei Phasen gliedern lässt.

### Zeitgenössische Urteile
Die Zeitgenossen, die den frühen Tod des Kaisers zu erklären hatten, suchten die Gründe dafür bei Otto selbst, der durch sündhaftes Handeln den Zorn Gottes erregt haben musste. Dabei wurde insbesondere Ottos Italienpolitik im Urteil der Zeitgenossen äußerst kritisch beurteilt.
In den Quedlinburger Annalen, die ganz aus der Perspektive des ottonischen Hausklosters, genauer seiner königlichen Äbtissinnen, also der Tante oder Schwester Ottos III., geschrieben sind, heißt es, er habe die Römer durch seine besondere Zuneigung vor anderen Völkern bevorzugt. Jedoch wurde die Regierung Ottos nicht kritisiert; seinen Tod, der weder als Konsequenz eigener noch fremder Sünden erscheint, betrauere nahezu der gesamte Erdkreis.
Thietmar von Merseburg, dessen Darstellungsabsicht es war, auf das Unrecht der Aufhebung des Bistums Merseburg hinzuweisen, äußerte sich missbilligend über Ottos Italienpolitik. So habe der Kaiser in seinem Palast an einer erhöhten halbrunden Tafel gespeist – von den Seinen abgehoben, ganz gegen den heimischen Brauch fränkischer und sächsischer Könige. Entschiedene Kritik übte Thietmar an der Errichtung des Erzbistums Gnesen und der damit verbundenen Verkleinerung der Diözese des Bischofs Unger von Posen. Ebenso unerbittlich ist sein Vorwurf gegen Otto III., er habe den Polenherzog Boleslaw Chrobry vom tributarius (Tributpflichtiger) zum dominus (Herr) gemacht.
Brun von Querfurt machte dem Kaiser später den Vorwurf, er habe Rom zu seinem ständigen Wohnsitz machen wollen und seine Heimat verachtet. In Bruns Bericht, der vom hagiographischen Darstellungsinteresse geprägt ist, symbolisiert Rom die Überwindung nichtchristlicher Religionen durch den christlichen Glauben, mit seinen heidnischen Herrschern habe die Stadt auch ihre glanzvolle weltliche Machtstellung verloren und sei seit der Konstantinischen Schenkung die Apostelstadt, über die ein weltlicher Herrscher kein Recht mehr ausüben dürfe. Somit wiegt der Rachefeldzug gegen den Apostelsitz für Brun als Sünde so schwer, dass sich ihm der frühe Tod des Kaisers als die unmittelbare Bestrafung des Kaisers darstellte. Dennoch würdigte Brun von Querfurt auch positive Seiten des Kaisers wie seine menschliche Wärme: „Obwohl noch ein Knabe und irrend in seinem Betragen, war er ein gütiger Kaiser, ein Imperator Augustus von unvergleichlicher Humanität“.
Ähnliche Kritik an Ottos Italienpolitik äußerte die um 1015 verfasste Vita des Bischofs Adalbero von Metz. Nach ihr habe Otto sich fast nur in Italien aufgehalten. Aus diesem Grunde seien seine Reiche und seine Heimat gänzlich heruntergekommen.
Gleichwohl dauerte es nicht lange, bis Otto III. wegen seiner ungewöhnlichen Bildung und seines offenkundigen Scharfsinns bewundert und sowohl in Deutschland als auch in Italien „Wunder der Welt“ genannt wurde.
Die geringe Verbreitung der frühen Quellen (Brun von Querfurt, Annales Hildesheimenses, Thietmar von Merseburg) führte dazu, dass das Lebensbild Kaiser Ottos III. im Laufe des Mittelalters bis zur Unkenntlichkeit verformt wurde. Das Vakuum spärlicher Informationen füllten seit dem 11. Jahrhundert dramatisierende Gerüchte und Spekulationen (Vergiftung, gescheiterte Ehe, Rache einer Geliebten).

### Otto III. in der Forschung
Es waren vor allem die kritischen Urteile der Zeitgenossen aus den führenden Kreisen, die das Urteil der Historiker des 19. und frühen 20. Jahrhunderts prägten. Wilhelm von Giesebrecht begründete das lange Zeit gültige Urteil über Otto III. in seiner Geschichte der deutschen Kaiserzeit. Er kritisierte vor allem das fehlende Nationalbewusstsein und machte Otto den Vorwurf des realitätsfernen Phantastentums. Ferner habe Otto ein großes Erbe leichtfertig verspielt, sei Luft- und Hirngespinsten nachgejagt und habe sich mit Intellektuellen und Ausländern umgeben. Giesebrecht prägte die Auffassung nationalromantischer Historiker für Jahrzehnte.
Nach der Jahrhundertwende wurden sachliche Einwände gegen diese Beurteilung vorgebracht. Dabei prägte Percy Ernst Schramm mit seinem 1929 erschienenen Werk Kaiser, Rom und Renovatio das Bild des Kaisers bis heute maßgeblich. Seine Neubeurteilung war gegenüber der bis dahin üblicherweise vorgenommenen Einordnung des „undeutschen“ Kaisers als religiöser, weltfremder Phantast insoweit eine Rehabilitierung, als Schramm den Kaiser erstmals aus den geistigen Strömungen seiner Zeit zu begreifen suchte. Neu war vor allem die geistesgeschichtliche Interpretation der Politik Ottos III., der zufolge  der Römische Erneuerungsgedanke die eigentliche politische Antriebskraft des Kaisers gewesen sein sollte. Als zentrales Zeugnis für den römischen Erneuerungsgedanken verwies Schramm auf die Einführung der berühmten Bleibulle seit 998 mit der Devise Renovatio imperii Romanorum.
Robert Holtzmann knüpfte 1941 in seiner Geschichte der sächsischen Kaiserzeit an die Giesebrechtsche Beurteilung an und folgerte: „Der Staat Ottos des Großen krachte in seinen Fugen, als Otto III. starb. Hätte dieser Kaiser länger gelebt, sein Reich wäre auseinandergebrochen“. Nach 1945 sind Urteile über Otto in der Schärfe Holtzmanns selten geworden.
Mathilde Uhlirz ergänzte 1954 die Sichtweise Schramms insoweit, als sie die Politik des Kaisers mehr unter dem Aspekt der Herrschaftskonsolidierung im südlichen Reichsteil betrachtete und damit Otto III. die Absicht unterstellte, dort die reale Macht des Kaisertums zu festigen. Uhlirz betonte im Gegensatz zu Schramm den Aspekt der Zusammenarbeit zwischen Kaiser und Papst, dessen Ziel vor allem die Gewinnung Polens und Ungarns für das Christentum römischer Prägung gewesen sei. In der Folgezeit setzte sich eine Kombination der Positionen von Schramm und Uhlirz durch, so dass das Bemühen um eine Herrschaftssicherung im Süden ebenso wie die Neugestaltung der Beziehungen zu Polen und Ungarn als feste Bestandteile der Politik Ottos gewürdigt wurden. Unverändert versuchte man jedoch die Politik Ottos III. aus dem Profil seiner Persönlichkeit heraus zu erklären.
In den letzten Jahren ist Schramms Deutung der renovatio mehrfach kritisiert worden. Nach der vieldiskutierten These von Knut Görich gründe die Rompolitik weniger in einer Rückwendung zur Antike, sondern sei vielmehr unter den Impulsen der monastischen Reformbewegung entstanden. Die Italienpolitik und die Züge nach Rom ließen sich eher aus dem Interesse an der Sicherung des Papsttums und der Restitution entfremdeten Kirchenguts als aus einem römischen Erneuerungsprogramm erklären. Die Devise beziehe sich somit nicht auf ein „Herrschaftsprogramm“, sondern auf ein ganz unmittelbar politisches Ziel. Gerd Althoff wendete sich in seiner 1996 veröffentlichten Biografie des Kaisers von politischen Konzeptionen im Mittelalter ab und hielt diese für anachronistisch, da in der mittelalterlichen Königsherrschaft für politische Konzepte mit der Schriftlichkeit und den umsetzenden Institutionen zwei wichtige Voraussetzungen fehlten. Nach Althoff ließen sich konkrete Inhalte eines Herrschaftsprogramms so gut wie nie den Quellen entnehmen, sondern beruhen bloß auf Rückschlüssen aus überlieferten Ereignissen, die durchweg auch schlichterer Deutung fähig seien. Gegen die neueren Tendenzen der Forschung plädierte Heinrich Dormeier für die Beibehaltung der Vorstellung einer Renovatio-Imperii-Romanorum-Konzeption des Kaisers. Die Diskussion um die Renovatio-Politik des Herrschers ist noch nicht abgeschlossen.
Gerd Althoff und Hagen Keller akzentuierten 2008 die Eigenart königlicher Machtausübung im 10. Jahrhundert, „die auf den Säulen Präsenz, Konsens und Repräsentation aufruhte und so das Funktionieren einer Ordnung durchaus gewährleisten konnte“. In der Beurteilung des Kaisers sei Zurückhaltung angebracht, „denn mehr als Anfänge waren ihm nicht vergönnt“.

### Rezeption
Von einer römischen Erneuerungspolitik Ottos III. spricht ein zeitgenössisches Gedicht, in dem der kaiserliche Ratgeber Leo von Vercelli das Zusammenwirken von Kaiser und Papst besingt. Dieses Gedicht beginnt allerdings mit einer Anrufung Christi, der auf sein Rom blicken und es erneuern möge, damit es unter der Herrschaft des dritten Otto erblühe.
Aufgrund seines schnell vollendeten Lebenslaufes und der dramatischen Vorgänge in seiner Regierungszeit weist eine Vielzahl von literarischen Zeugnissen seit dem 16. Jahrhundert Otto III. als Titelfigur aus. Doch war nur weniges von literarischer Dauer.
Im Gedicht Klagelied Kaiser Otto des Dritten von August von Platen-Hallermünde aus dem Jahr 1833 wurde der Kaiser aus nationalem Blickwinkel herabgesetzt. Ricarda Huch maß 1934 in dem Werk Römisches Reich Deutscher Nation Otto III. an Otto I.; in der Ablehnung des jüngeren schloss sie an die Giesebrechtsche Beurteilung an. Aber auch die positive Umbewertung des Lebens Ottos III. fand Eingang in die Literatur. So erschienen nach dem Zweiten Weltkrieg zwei historische Romane über den Kaiser. Von Gertrud Bäumer wurde er 1949 zum „Jüngling im Sternenmantel“ auf dem Thron stilisiert. Im Jahre 1951 versuchte Henry Benrath seine Persönlichkeit noch subjektiver und empathischer zu erfassen. Ihm ging es dabei um die „geistig-seelische Vision eines Herrscherlebens“.

### Urkunden und Regestenwerke
- Theodor Sickel (Hrsg.): Diplomata 13: Die Urkunden Otto des II. und Otto des III. (Ottonis II. et Ottonis III. Diplomata). Hannover 1893, S. t05 (Monumenta Germaniae Historica, Digitalisat)
- Johann Friedrich Böhmer, Mathilde Uhlirz: Regesta Imperii II, 3. Die Regesten des Kaiserreiches unter Otto III., Wien u. a. 1956.

### Literarische Quellen
- Georg Waitz (Hrsg.): Scriptores rerum Germanicarum in usum scholarum separatim editi 8: Annales Hildesheimenses. Hannover 1878 (Monumenta Germaniae Historica, Digitalisat)
- Annales Quedlinburgenses. In: Georg Heinrich Pertz u. a. (Hrsg.): Scriptores (in Folio) 3: Annales, chronica et historiae aevi Saxonici. Hannover 1839, S. 22 (Monumenta Germaniae Historica, Digitalisat)
- Bruno von Querfurt: Vita quinque fratrum eremitarum. In: Georg Waitz, Wilhelm Wattenbach u. a. (Hrsg.): Scriptores (in Folio) 15,2: Supplementa tomorum I-XII, pars III. Supplementum tomi XIII pars II. Hannover 1888, S. 709 (Monumenta Germaniae Historica, Digitalisat) Übersetzt aus Wilfried Hartmann (Hrsg.): Deutsche Geschichte in Quellen und Darstellung. Bd. 1, Reclam, Stuttgart 1995, ISBN 3-15-017001-X, S. 202–204.
- Die Jahrbücher von Quedlinburg. Übersetzt von Eduard Winkelmann (= Geschichtschreiber der deutschen Vorzeit. Band 36). Leipzig 1891.
- Hermann von Reichenau: Chronicon. In: Rudolf Buchner, Werner Trillmich (Hrsg.): Quellen des 9. und 10. Jahrhunderts zur Geschichte der Hamburgischen Kirche und des Reiches (= Freiherr vom Stein-Gedächtnisausgabe. Bd. 11). Wissenschaftliche Buchgesellschaft, Darmstadt 1961. Lateinischer Text in Georg Waitz u. a. (Hrsg.): Scriptores (in Folio) 13: Supplementa tomorum I-XII, pars I. Hannover 1881, S. 61 (Monumenta Germaniae Historica, Digitalisat)
- Thietmar von Merseburg, Chronik. Neu übertragen und erläutert von Werner Trillmich. Mit einem Nachtrag von Steffen Patzold. (= Freiherr vom Stein-Gedächtnisausgabe. Bd. 9). 9., bibliographisch aktualisierte Auflage. Wissenschaftliche Buchgesellschaft, Darmstadt 2011, ISBN 978-3-534-24669-4. Lateinischer Text in Robert Holtzmann (Hrsg.): Scriptores rerum Germanicarum, Nova series 9: Die Chronik des Bischofs Thietmar von Merseburg und ihre Korveier Überarbeitung (Thietmari Merseburgensis episcopi Chronicon) Berlin 1935 (Monumenta Germaniae Historica, Digitalisat)
- Thangmar: Vita Bernwardi episcopi Hildesheimensis. In: Georg Heinrich Pertz u. a. (Hrsg.): Scriptores (in Folio) 4: Annales, chronica et historiae aevi Carolini et Saxonici. Hannover 1841, S. 754–782 (Monumenta Germaniae Historica, Digitalisat)

### Allgemeine Darstellungen
- Gerd Althoff: Die Ottonen. Königsherrschaft ohne Staat. 3., durchgesehene Auflage. Kohlhammer, Stuttgart 2013, ISBN 978-3-17-022443-8.
- Gerd Althoff, Hagen Keller: Spätantike bis zum Ende des Mittelalters. Die Zeit der späten Karolinger und der Ottonen. Krisen und Konsolidierungen 888–1024 (= Gebhardt – Handbuch der deutschen Geschichte. Band 3). 10., völlig neu bearbeitete Auflage. Stuttgart 2008, ISBN 978-3-608-60003-2.
- Helmut Beumann: Die Ottonen (= Kohlhammer-Urban-Taschenbücher. Band 384). 5. Auflage. Kohlhammer, Stuttgart 2000, ISBN 3-17-016473-2.
- Michael Borgolte (Hrsg.): Polen und Deutschland vor 1000 Jahren. Die Berliner Tagung über den „Akt von Gnesen“ (= Europa im Mittelalter. Abhandlungen und Beiträge zur historischen Komparatistik. Band 5). Akademie-Verlag, Berlin 2002, ISBN 3-05-003749-0. (Rezension)
- Hagen Keller: Ottonische Königsherrschaft, Organisation und Legitimation königlicher Macht. Wissenschaftliche Buchgesellschaft, Darmstadt 2002, ISBN 3-534-15998-5.
- Thilo Offergeld: Reges pueri. Das Königtum Minderjähriger im frühen Mittelalter (= Monumenta Germaniae historica. Band 50). Hahn, Hannover 2001, ISBN 3-7752-5450-1 (Rezension).
- Timothy Reuter (Hrsg.): The New Cambridge Medieval History 3. c. 900–1024. Cambridge University Press, Cambridge 1999, ISBN 0-521-36447-7.
- Bernd Schneidmüller, Stefan Weinfurter (Hrsg.): Otto III. – Heinrich II. Eine Wende? (= Mittelalter-Forschungen. Band 1). Thorbecke, Sigmaringen 1997, ISBN 3-7995-4251-5 (Digitalisat).

### Biographien
- Gerd Althoff: Otto III. (= Gestalten des Mittelalters und der Renaissance.). Wissenschaftliche Buchgesellschaft, Darmstadt 1997, ISBN 3-89678-021-2.
- Ekkehard Eickhoff: Theophanu und der König. Otto III. und seine Welt. Klett-Cotta, Stuttgart 1996, ISBN 3-608-91798-5.
- Ekkehard Eickhoff: Kaiser Otto III. Die erste Jahrtausendwende und die Entfaltung Europas. 2. Auflage. Klett-Cotta, Stuttgart 2000, ISBN 3-608-94188-6.
- Knut Görich: Otto III. Romanus Saxonicus et Italicus. Kaiserliche Rompolitik und sächsische Historiographie (= Historische Forschungen. Band 18). 2. unveränderte Auflage. Sigmaringen 1995, ISBN 978-3-7995-0467-6.
- Percy Ernst Schramm: Kaiser, Rom und Renovatio. Studien zur Geschichte des römischen Erneuerungsgedankens vom Ende des Karolingischen Reiches bis zum Investiturstreit. Wissenschaftliche Buchgesellschaft, Darmstadt 1992 = Leipzig/Berlin 1929.
- Mathilde Uhlirz: Jahrbücher des Deutschen Reiches unter Otto II. und Otto III. Band 2. Otto III. 983–1002. Duncker & Humblot, Berlin 1954 (Digitalisat; PDF; 43,0 MB).

### Lexika
- Gerd Althoff: Otto III. In: Theologische Realenzyklopädie. Band 25, Berlin/New York 1995, S. 549–552.
- Knut Görich: Otto III. In: Biographisch-Bibliographisches Kirchenlexikon (BBKL). Band 6, Bautz, Herzberg 1993, ISBN 3-88309-044-1, Sp. 1352–1353 (Artikel/Artikelanfang im Internet-Archive).
- Knut Görich: Otto III. In: Neue Deutsche Biographie (NDB). Band 19, Duncker & Humblot, Berlin 1999, ISBN 3-428-00200-8, S. 662–665 (Digitalisat).
- Tilman Struve: Otto III. In: Lexikon des Mittelalters (LexMA). Band 6. Artemis & Winkler, München/Zürich 1993, ISBN 3-7608-8906-9, Sp. 1568–1570.